# Distrito electoral de Sterling (condado de Johnson, Nebraska)
Sterling (en inglés: Sterling Precinct) es un distrito electoral ubicado en el condado de Johnson en el estado estadounidense de Nebraska. En el Censo de 2010 tenía una población de 827 habitantes y una densidad poblacional de 5,94 personas por km².

## Geografía
Según la Oficina del Censo de los Estados Unidos, Sterling tiene una superficie total de 139.28 km², de la cual 138.86 km² corresponden a tierra firme y (0.3%) 0.42 km² es agua.

## Demografía
Según el censo de 2010, había 827 personas residiendo en Sterling. La densidad de población era de 5,94 hab./km². De los 827 habitantes, Sterling estaba compuesto por el 99.64% blancos, el 0.12% eran afroamericanos, el 0% eran amerindios, el 0% eran asiáticos, el 0% eran isleños del Pacífico, el 0.24% eran de otras razas y el 0% pertenecían a dos o más razas. Del total de la población el 1.57% eran hispanos o latinos de cualquier raza.